# Рамадан у Франції
Рамадан у Франції має унікальне значення, оскільки він поєднує ісламські традиції з західною культурною практикою. Франція є домом для однієї з найбільших у Європі мусульманських спільнот. Мусульманське населення Франції оцінюється в 6,8-9 мільйонів (10-13 % населення), переважно сунітів з магрибським корінням. У спільноті святкують Рамадан із поєднанням релігійної відданості та культурних звичаїв.

## Дотримання
Початок і закінчення Рамадану у Франції, як і в мусульманських країнах, визначаються спостереженнями за місячними фазами, про що часто оголошують ісламські організації, такі як Французька рада мусульманської віри (CFCM) і Велика паризька мечеть. Протягом цього священного місяця мусульмани утримуються від їжі, пиття та інших фізичних потреб від світанку до заходу сонця, посилено моляться та займаються благодійністю.
У Франції Рамадан є і релігійною, і спільною подією. Мусульмани віддано святкують цей місяць, беручи участь у богослужіннях, таких як додаткові нічні молитви (таравіх) і читання Корану. Кожен день закінчується вечерею під назвою іфтар, де сім'ї та громади збираються, щоб разом почати іфтар.
Колективний характер Рамадану сприяє згуртованості між учасниками, зміцнюючи зв'язки в родинах і ширших соціальних мережах. Для багатьох цей період також наголошує на самоочищенні та самоаналізі, що узгоджується з глобальними ісламськими практиками, але адаптованими до діаспорного контексту Франції.

## Громадська активність та благодійність
Такі публічні заходи, як Паризький фестиваль Рамадану, демонструють зусилля, спрямовані на зближення ісламу із західною культурою. Під час цих фестивалів заклади влаштовують нічні іфтари, створюючи простір для міжрелігійного діалогу та культурного обміну.
Наріжним каменем Рамадану є Закят аль-Фітр, форма обов'язкової благодійності, яка дається перед Ід аль-Фітром, який знаменує кінець періоду посту. У Франції мечеті та ісламські організації відіграють ключову роль у збиранні та розподілі пожертв на підтримку вразливих членів суспільства. Окрім грошових пожертв, волонтери часто організовують продовольчі акції та безкоштовні іфтари, сприяючи солідарності, незважаючи на соціально-економічні розбіжності.

## Виклики та суперечки
Дотримання Рамадану у Франції перетинається з суворою світською політикою країни, що призводить до різноманітних проблем. Наприклад:
- У 2024 році Федерація футболу Франції (FFF) зіткнулася з критикою за політику, яка сприймалася як обмеження підтримки гравців-мусульман, які дотримуються посту під час Рамадану. Прихильність FFF до світських принципів призвела до обмежень на розміщення постних гравців під час тренувань і матчів, що викликало дебати про релігійну свободу та дискримінацію.[10][11][12]
- У 2023 році звіти вказували на зростання кількості порушень світських правил у школах під час Рамадану, коли учні та персонал відкрито демонстрували релігійні обряди. Відданість французького уряду секуляризму призвела до посиленого контролю та, у деяких випадках, дисциплінарних заходів проти тих, хто порушує ці принципи.[13]
- Незважаючи на дипломатичну напруженість, для проведення молитви під час Рамадану уряд Франції продовжує видавати візи алжирським імамам.[14]
- Почастішали ісламофобні інциденти, такі як вандалізм у мечетях і обмеження на носіння хіджабів, обумовлені дебатами про секуляризм.[8]
- Суперечки щодо спостереження фаз Місяця виникають через те, що деякі громади слідують традиціям своїх країн, що призводить до відмінностей у спостереженні.[8]